# Féminisme en Chine
Le féminisme en Chine a débuté au XXe siècle et est étroitement lié au socialisme et problèmes de divisions des classes sociales. Il y a désaccord quant aux conséquences de ceci sur le féminisme chinois. Les féministes agissant hors cadre officiel font l'objet de plusieurs vagues de répression en 2015.

## Histoire
Le I Ching énonce que « L'homme et la femme doivent occuper leur propre place ; les positions relatives du Ciel et de la Terre ». Les femmes devaient soumission et obéissance aux hommes. Elles ne pouvaient pas participer au gouvernement ou aux institutions communautaires. Nombre de femmes, de même que certains hommes, se sont exprimés contre ces conditions au début du XXe siècle, mais sans résultat notable.

### Dynastie Tang

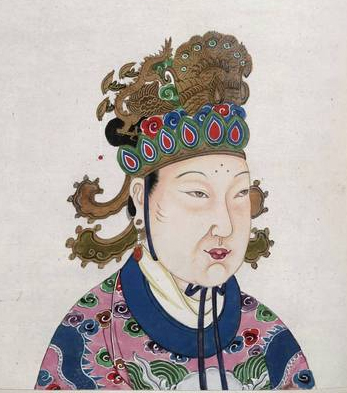
L'impératrice Wu Zetian.

L'historiographie chinoise, peu disposée à l'égard des femmes, a laissé une image sombre de Wu Zetian, seule impératrice de l'histoire chinoise. Elle lui attribue de nombreuses atrocités et immoralités : assassinat de son propre fils pour se débarrasser d'une rivale, nombreuses exécutions, nombreuses liaisons sexuelles, pratique de magie et nécromancie, etc. Elle fut une fervente bouddhiste, mais ne semble pas s'être laissée dominer politiquement par les moines, et ne délaissa pas le taoïsme. S'il faut envisager de nombreuses exagérations à son propos, il est indéniable que son règne fut marqué par des mesures brutales qui ont suscité une grande animosité contre elle. Elle régna depuis Luoyang, de façon à échapper à l'emprise de l’aristocratie de Chang'an, et bouleversa la composition de la haute administration de l'empire en se débarrassant de la plupart des ministres importants et en créant de nouveaux postes de premier ordre qu'elle confia à des hommes nouveaux. Il est souvent admis qu'elle s'appuya également sur des lettrés promus via le système des examens, ce qui en ferait une partisane d'un système plus méritocratique, moins autocratique, se reposant plus sur la bureaucratie,. Mais il semble aussi que Wu Zetian gouverna avec l'aide d'un groupe de lettrés utilisés pour contourner l'administration officielle, les « Lettrés de la Porte du Nord ». Certains estiment, contre l'opinion couramment admise, que son règne fut plutôt un tournant plus autocratique.

### Dynastie Song
À l'époque de la dynastie Song, la médecine chinoise pour les femmes atteint une maturité. Les femmes étaient exclues du mode d'enseignement maître-disciple, mais elles pouvaient étudier à l'intérieur de leur famille ou de leur clan, de telle sorte que vers la fin de la dynastie Ming, des familles de femmes médecins se distinguent par leur érudition et leurs ouvrages sur des sujets médicaux.

### Dynastie Qing
Au XVIIIe siècle, Li Ruzhen (en) (~1763-1830) est l'auteur d'un roman célèbre, Fleurs dans un miroir. Ce roman se passe au 7e siècle, sous la dynastie Tang, et décrit les aventures de cent femmes de talent dans des royaumes imaginaires dont la description est l'occasion d'une critique acide de la Chine de la dynastie mandchoue. Dans ces royaumes, les femmes ont le droit de se présenter aux examens publics, elles étudient, elles se marient librement, elles échappent aux servitudes des pieds bandés et du concubinage.

### Émergence du féminisme

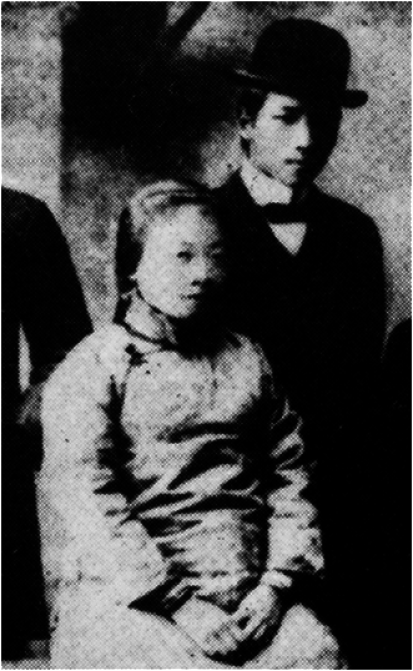
He Zhen (sans date).

Au milieu du XIXe siècle, dans le cadre de révolte des Taiping, l'égalité des sexes est promue, les mariages arrangés interdits, de même que le concubinage et le bandage des pieds des femmes.
L'émergence du féminisme en Chine, à la fin de la dynastie Qing, est étroitement liée au nationalisme, en particulier anti-mandchou. L'idée est que la Chine a besoin de ses femmes autant que de ses hommes pour se régénérer. Les réformistes Kang Youwei et son disciple Liang Qichao condamnent ainsi la place traditionnellement dévolue à la femme. Jusque dans les premières années du xxe siècle, de nombreuses associations féministes sont créées dans cette optique, et la patriote et féministe Qiu Jin meurt en martyre du mouvement anti-mandchou en 1907.
Entre 1906 et 1911 émerge un courant anarcha-féministe qui, en la reliant au problème plus large de l'oppression et de la liberté, contribue à détacher la question féminine du nationalisme. He Zhen est une figure marquante de ce mouvement.
Pour He Zhen, la dépendance dans laquelle se trouvent les femmes a son origine dans la nécessité de se nourrir, liée à l'inégale répartition des richesses. Les domestiques, les ouvrières et les prostituées, mais aussi les épouses et les concubines, en subissent tout particulièrement les effets. Elle constate notamment que prétendre que la prostitution serait un métier comme les autres tendrait à faire oublier les conditions particulières dans lesquelles il se réalise L'indépendance des femmes va de pair avec une révolution sociale dans les domaines de l'économie, de la politique ou en matière de classes. Si l'ancienne société faisait des femmes des jouets, le capitalisme venu d'Occident en fait aussi des outils. Dans le domaine de la culture, elle s'oppose au confucianisme, porteur des valeurs patriarcales.

### Condition des femmes depuis leXXesiècle
Alors que l'égalité entre hommes et femmes est inscrite dans la constitution, la perception de leur sort par les femmes est ressentie de façon très différente.

#### Relations au travail et à l'économie

##### Sous la collectivisation maoïste
En Chine, comme dans les autres pays socialistes, une collectivisation du secteur agricole est supposée modifier la position des femmes paysannes, « en ce qu'elles suppriment les fondements économiques permettant à l'autorité patriarcale d'organiser et superviser la production, et contrôler la propriété et le travail ». En Chine, alors que hormis dans quelques provinces les femmes ne travaillaient pas dans les champs, jusqu'à 90 % des paysannes valides deviennent rémunérées, avec des fluctuations temporelles en fonction des besoins. Toutefois, malgré le principe de « à travail égal, salaire égal », « les femmes reçoivent toujours moins que les travailleurs masculins, et dans les collectifs, on les trouve de façon prédominante parmi les travailleurs agricoles aux salaires les plus bas », et les collectivisations n'ont finalement que peu d'influence sur la division sexuelle du travail. De plus, l'engagement dans le travail salarié peut signifier, recevoir un salaire et obtenir une indépendance financière, mais  pas nécessairement, le salaire pouvant être remis au chef du ménage. Cela permettrait toutefois « d'améliorer leur pouvoir de négociation » au sein du couple  D'autre part, le gouvernement chinois a prévu une socialisation des tâches domestiques (création de crèches, garderie, usines de préparation d'aliments et de restaurants publics), et a fait un gros effort dans ce sens lors du Grand bond en avant dans les années 1950. En raison du coût élevé de ces services publics, ils déclinent rapidement alors que « l'économie rurale a toujours besoin de manière importante de travail domestique individuel pour fonctionner » : au total, le degré attendu de travail des femmes a augmenté, et leur impose le « double fardeau ». Les tentatives faites par le gouvernement pour rééquilibrer la balance, par exemple avec des exigences moindres en termes de jours travaillés, se sont soldées par des discriminations tout en étant financièrement pénalisantes. Les seules réponses trouvées par les femmes restent donc des réponses sollicitant l'environnement proche, avec la mise en place du partage informel des activités domestiques. Prenant conscience du problème, le gouvernement chinois a conclu que la cause de ce déséquilibre était idéologique et a introduit des programmes critiques visant à éradiquer les croyances et habitudes qui maintiennent la division traditionnelle du travail au sein du ménage. Dans le même temps, les femmes qui sont entrées dans le système productif n'ont que rarement participé aux prises de décisions formelles concernant leurs collectivité, et « les hommes continuent de dominer les comités directeurs et les positions d'autorité ». Lors de la constitution de la fédération des femmes de Chine, le gouvernement suggère qu'elle est « un expédient révolutionnaire pratique, mais qu'elle doit en fait devenir caduque dans toute société où les niveaux de conscience sont tels que les politiques touchant à la position des femmes ne sont plus séparées, mais partie intégrantes des stratégies de développement. Cette légitimité "temporaire" accordée à la fédération des femmes est facteur d'ambiguïté, et a affecté […] sa capacité à intervenir dans le processus politique et à promouvoir les intérêts des femmes dans une société où la conscience de classe a la priorité ». Dans les faits, il y a un large fossé entre la théorie de l'égalité et l'expérience concrètement vécue ce qui a donné lieu à l'éclosion de mouvements de femmes à la fin des années 1960.

##### Depuis les années 1980
Avec l'ouverture à l'économie de marché qui a lieu au début des années 1980, les femmes de plus de 40 ans, moins remuantes, légitimes ou revendicatives que les hommes plus jeunes, sont les premières victimes des licenciements dans les grandes entreprises publiques d'où l'État se désengage. Le discours dominant présente de façon générale le travail des femmes comme étant de moindre qualité par rapport à celui des hommes, ce qui justifie des salaires plus faibles dans une société où la division sexuelle du travail se retrouve jusque dans la définition des profils de poste et des offres de recrutement. Ces inégalités de salaires n'ont cessé de se creuser, entre 1995 et 2007.
Le sort des femmes n'est toutefois pas homogène, et si les migrantes et les femmes de plus de quarante ans issues du monde rural sont les premières victimes de ces modifications économiques, d'autres, urbaines, et s'appuyant sur leur réseau social tirent mieux leur épingle du jeu. Des 10 femmes entrepreneurs les plus riches au monde, sept sont Chinoises. La propriétaire immobilière Zhang Xin en est un exemple.

#### Mariage
Le sort des femmes mariées apparaît peu enviable à celles qui ont réussi à acquérir une autonomie financière. Dans le district de Sun Tak, dans la province de Kwangtung, les jeunes filles salariées des industries de la soie, économiquement indépendantes, refusent le mariage traditionnel, et pour y échapper, organisent une cérémonie virtuelle de mariage où elles relèvent leurs cheveux en chignon comme les femmes mariées. Elles paient une compensation financière élevée à la famille du garçon auquel elles ont été antérieurement promises, afin de laver l'affront. Les reproches sont toutefois tels que 190.000 d'elles émigrent en Malaisie ou à Singapour, entre 1934 et 1938.
Une pierre angulaire de la révolution culturelle, la Loi sur le mariage de 1950 accorde aux femmes le droit à la propriété commune du domicile conjugal. Cette disposition est abrogée en 2011 par un amendement à cette loi qui stipule qu'à moins de contestation, la propriété acquise durant le mariage revient à la personne dont le nom est sur l'acte de propriété de la maison, donc, en général, à l'homme. En 2012, un sondage de Horizon Research et ifeng.com fait apparaître que 30 % des foyers mariés sont tels que l'acte de propriété de la maison mentionne le nom de la femme. Des organisations féministes s'opposent à cette nouvelle interprétation de la Loi sur le mariage, tandis que ses partisans argumentent qu'elle ne discrimine pas puisqu'elle est de nature neutre par rapport au genre.
Dès 2007, la Fédération des femmes de Chine a relevé l'existence d'une campagne médiatique stigmatisant les femmes célibataires vivant dans des milieux urbains et ayant plus de 27 ans comme des « femmes restantes », en référence aux restants de table inconsommables.

#### Violences conjugales
Selon les chiffres officiels, 25 % des chinoises mariées ont été victimes de violences conjugales. Le facteur d'insécurité matérielle que représente la perte de leurs droits de copropriété sur le domicile conjugal est jugé comme un facteur aggravant leurs risques, les femmes quittant plus difficilement leur domicile dans de telles conditions.

#### Politique de l'enfant unique
La politique de l'enfant unique, mise en place en 1979, progressivement assouplie dans les campagnes puis abandonnée en 2015, a eu de fortes répercussions sur la condition des femmes.

##### Stérilisation et avortement
En république populaire de Chine, treize millions d'avortements sont réalisés et environ 55 % des femmes chinoises ont avorté au moins une fois alors que 70 % des femmes interrogées déclarent souhaiter plus d'un enfant sans pouvoir y accéder.
Par ailleurs cette politique de l'enfant unique induit des stérilisations et des avortements forcés. L'avocat Chen Guangcheng a défendu la cause de femmes forcées à être stérilisées ou à avorter, parfois à quelques jours de l'accouchement. 
Le respect des quotas ayant une incidence politique sur les responsables des cantons, certaines exactions auraient été observées dans ce sens au Tibet, entraînant des stérilisations et avortements forcés.

##### Trafic humain
Cette politique de l'enfant unique induit un déséquilibre entre les sexes (116 garçons pour 100 filles en 2005) avec pour conséquence la mise en place de trafic humain notamment dans le cadre de la prostitution en Chine. Ainsi en 2002, un homme a été condamné à mort pour avoir enlevé puis vendu une centaine de femmes à des Chinois célibataires dans la province du Guangxi. Dans la province du Yunnan des dizaines de femmes ont pu être libérées avant d'être vendues à des réseaux mafieux de la prostitution. Elles étaient destinées à alimenter les lieux de prostitution comme esclaves sexuelles dans les centres urbains de l'Asie du Sud-Est. D'autres femmes devaient rejoindre Taïwan afin de s'y marier,.

##### Contrôle social
Le contrôle social accompagnant la politique de l'enfant unique est très fort, et viole souvent l'intimité même des femmes. Ainsi, dans certaines usines, les dates des règles de chaque femme sont affichées publiquement, et chacune doit inscrire chaque mois le retour de ses menstruations afin de prouver qu'elle respecte la politique en vigueur.

##### Mouvement #MeeToo
Dans le sillage du mouvement #MeToo de 2018, la scénariste Xianzi accuse le célèbre présentateur Zhu Jun (en) de harcèlement sexuel et porte plainte. D'autres personnalités, hommes d'affaires ou artistes, sont également publiquement visés par des accusations similaires. Les autorités réagissent en les censurant, réprimant les plaignantes et leurs avocats, tandis que les procès traînent en longueur. En 2021, la championne de tennis Peng Shuai accuse l'ancien vice-Premier ministre Zhang Gaoli de viol ; il s'agit de la première personnalité politique aussi haut placée à être l'objet de telles accusations. Le sujet est rapidement censuré sur les réseaux sociaux,.

## Activité des féministes

### Premiers pas vers l'émancipation des femmes puis début du féminisme: fin duXIXesiècle, début duXXesiècle
Sous la dynastie Mandchoue, la position des femmes est simple : elles doivent être vertueuses et ignorantes. Vers la fin de cette dynastie, des initiatives de missionnaires et de leurs épouses permettent la création de quelques écoles, et une certaine Miss Aldersay ouvre la première d'entre elles en 1844 à Ningbo. Dans le même temps, un mouvement réformateur voit le jour. Kang Youwei et Liang Qichao préconisent un ensemble de mesures, dont l'éducation des femmes, la suppression de la pratique des pieds bandés et la fin des mariages arrangés. L'une des idées sous-jacentes est que pour rivaliser avec l'Occident, la Chine doit se moderniser, et avoir des mères instruites capables d'élever au mieux leurs enfants. D'autre part, la confrontation avec les idées démocratiques résultant des échanges intellectuels naissants avec l'Occident et le Japon favorisent en 1898, l'éclosion puis l'explosion d'une presse féminine lue aussi bien par les hommes que par les femmes, et qui se fait rapidement le vecteur de propagation d'idées féministes. Qiu Jin (1875-1907) est emblématique des premières luttes féministes individuelles : elle est condamnée à mort pour avoir non seulement fui le domicile de son époux, mais aussi pour avoir fait preuve d'un engagement politique en voulant lutter contre l'oppression des femmes. Le nationalisme, et son corollaire, la lutte contre l'impérialisme occidental, ainsi que la lutte contre le pouvoir impérial sont très présents au début du XXe siècle. Dans un climat libertaire remettant en cause tous les pouvoirs, qu'ils soient celui du mari ou de l'empereur, ils imprègnent souvent les luttes féministes, avec l'organisation de réunions secrètes, des levées de fonds, la fabrication d'armes ou quelquefois la création de milices armées, qui pour ces raisons sont appréciées de Sun Yat-sen. Pourtant, les femmes qui se sont fortement engagées dans la défense de l'égalité avec les hommes et dans les combats lors de la  révolution de 1911-1912 déchantent lors de l'établissement de la Constitution du 11 mars 1912 : si la loi matrimoniale qui leur imposait le mariage est abolie, elles restent des citoyennes de seconde zone et n'obtiennent ni le droit de vote ni celui d'éligibilité,.The Ci-Xi Imperial Dowager Empress (5).JPG

### Le féminisme d'État
Alors que le Parti nationaliste chinois a ainsi écarté les femmes, le Parti communiste chinois naissant cherche à attirer les féministes, dès sa création en 1921, pour les compétences organisationnelles et leur expérience du travail en réseau. Un certain nombre d'entre elles se tournent alors vers la logique marxiste, tout en restant tiraillées entre communisme et une vision du féminisme qui ne serait pas entièrement circonscrit au seul cadre de la lutte des classes, contrairement aux volontés du PCC et à la doctrine du Komintern. Plusieurs d'entre elles souhaitent une stratégie d'alliance entre Kuomintang et PCC, entre femmes prolétaires et femmes cultivées. Les positions de Xiang Jingyu, qui exerce des responsabilités aussi bien  au sein du département féminin du Kuomintang qu'à la tête de la section femmes du Comité central du PC, illustre les contradictions de cette époque : elle  critique le féminisme « bourgeois », tout en souhaitant l'intégration de toutes les femmes au sein du parti marxiste, « au nom de l'oppression que toutes subissent en tant que groupe social ». 
Le PCC créée au début des années 1940 un « Bureau central des femmes » et une « Association des femmes » dans chaque province qu'il contrôle. Il y recrute des femmes à des postes de secrétaires, assistantes sociales, enseignantes et soignantes, tous métiers dits « de femmes », et reproduit ainsi la division sexuelle du travail critiquées par les féministes, les mettant ainsi en porte-à-faux. En 1949, en même temps que l'instauration d'un slogan idéologique sur l'égalité des sexes, ces organisations sont regroupées dans la Fédération des femmes de Chine, « organisation de masse » sous la tutelle du Parti. En dehors de ses salariées travaillant au niveau des quartiers et des municipalités, on y compte 40 000 fonctionnaires en 1953. Cette bureaucratisation n'empêche pas la suspicion et un contrôle permanent de la part des hommes sur les activités de l'association. Celle-ci, seul organisme habilité à représenter la cause des femmes, tient cependant pendant 30 ans le rôle qui lui a été dévolu de courroie de transmission, pour tenter d'influencer les politiques étatiques, mais surtout pour répercuter les directives du Parti. 
L'idéologie définie est donc celle d'une « égalité des sexes », « au service du socialisme et non de la défense des libertés des femmes en tant qu'individus ou que groupes autonomes ».

### Les revendications hors du cadre de l'État: acceptation puis répression

#### Le Gang des cinq
Le Gang des cinq est un groupe de cinq jeunes féministes chinoises qui ont organisé une action de rue contre le harcèlement sexuel dans les transports publics. Elles sont devenues populaires après leur arrestation par le gouvernement chinois à la suite de cette action.

##### Motif de leur arrestation
Début mars 2015, de jeunes féministes à travers la Chine s'apprêtaient à distribuer des autocollants pour célébrer la Journée internationale de la femme. Ils contenaient des informations sur l'égalité des sexes, le harcèlement sexuel, comme celui subi par les femmes de la part des hommes dans les trains et bus bondés, et la violence conjugale. Mais le 6 mars 2015, la police a arrêté des dizaines de personnes à Beijing, dans le sud du Guangzhou et dans la ville de Hangzhou. La plupart des militantes arrêtées ont été libérées quelques jours après l’incident. Cependant, Li Maizi (nom de naissance Li Tingting) (30), Wei Tingting (26), Zheng Churan surnommée «Lapin géant» (25), Wu Rongrong (30) et Wang Man (33), ont été arrêtées parce qu'elles étaient soupçonnées de «  troubler l’ordre public ». Elles ont été emprisonnées à l'intérieur du centre de détention de Beijing Haidian, où elles ont été interrogées quotidiennement.

##### Attention internationale
Le court délai entre l'arrestation et de la détention des cinq féministes a suscité l'attention de la communauté internationale. Une campagne de hashtag #FreetheFive a rapidement diffusé des informations sur leur arrestation et a obtenu le soutien de personnes du monde entier. À la fin de leur détention, plus de deux millions de personnes avaient signé des pétitions demandant leur libération.
Plusieurs gouvernements et ONG sur les droits des femmes ont vu l’arrestation du Gang des cinq comme une action provocatrice et irrespectueuse de la part du gouvernement chinois envers la communauté féministe internationale. Les féministes ont été arrêtées juste avant la Journée internationale de la femme et alors que le président chinois Xi Jinping se préparait à co-organiser le sommet des Nations unies sur les droits des femmes à l'occasion du vingtième anniversaire de la quatrième Conférence des Nations unies sur les femmes à Beijing. En réaction, Hillary Clinton a tweeté: "Xi organise une réunion sur les droits des femmes à l'ONU tout en persécutant les féministes? Sans vergogne. » Une telle pression diplomatique et médiatique mondiale a conduit à la libération des militantes.
Fin 2015, Amnesty international rappelle qu'au cours des « deux dernières années, les autorités chinoises ont mis un terme aux activités de trois organisations non gouvernementales défendant les droits des femmes. » Et que « les autorités chinoises maintiennent actuellement en détention au moins 11 militantes en faveur des droits des femmes et persécutent des dizaines d’autres. » Parmi elles l'avocate Wang Yu, qui a défendu le groupe des cinq militantes arrêtées en mars, est à son tour enlevée en juillet lors d'une vague de répression qui touche une centaine d’avocats. Elle sera libérée en août 2018 sous la pression internationale et est sous surveillance jusqu’à ce jour. 

##### Leur libération
Après 37 jours de détention, les militantes du Gang des cinq sont libérées sous caution en avril, officiellement « pour raisons médicales ». Elles ont été le premier groupe de militantes qui ont été libérés de détention ensemble en Chine. Mais bien qu'elles ne soient plus en prison, ces féministes sont toujours considérées comme des suspects criminels par le gouvernement chinois. Cela restreint leurs possibilités d'emploi, leur mobilité physique et entrave leur liberté et leurs droits citoyens. Leur combat pour la liberté totale n'est pas encore terminé.

## Disparition des femmes des sphères du pouvoir
En 2022, aucune femme ne figure parmi les 7 membres du Comité permanent du bureau politique du Parti communiste chinois et  les 24 membres du Bureau politique du Parti communiste chinois. Dans l'échelon inférieur, le Comité central du Parti communiste chinois, les femmes sont au nombre de 11 sur un total de 205 membres, soit 5,4 %,.

#### En français
- Tania Angeloff, « Le Féminisme en république populaire de Chine : entre ruptures et continuités », Revue Tiers monde, vol. 1, no 209,‎ 2012 (DOI 10.3917/rtm.209.0089), texte intégral.
- Tania Angeloff et Xiaojing Tang, « Genre et marché du travail en Chine », dans Margaret Maruani (dir.), Travail et genre dans le monde : l'état des savoirs, La Découverte, 2002 (ISBN 978-2-7071-7456-7)
- Catherine Gipoulon, « L'« intellectuel » au féminin : féminisme et révolution en Chine au début du XXe siècle », Extrême-Orient, Extrême-Occident, vol. 4, no 4,‎ 1984, p. 159-173 (lire en ligne, consulté le 4 octobre 2015)
- D. Leich-Wang, « Le féminisme en Chine », Le mouvement féministe : organe officiel des publications de l'Alliance nationale des sociétés féminines suisses,‎ 1925 (lire en ligne [PDF], consulté le 4 octobre 2015)
- Elisabeth J. Croll, « Production et reproduction rurales : expériences socialistes de développement », dans Jeanne Isilliat et Christine Verschur, Genre et économie: un premier éclairage, Paris-Genève, AFED/EFI, coll. « Cahiers genre et développement », 2001, p. 183-194
- Jacqueline Nivard, « L'évolution de la presse féminine chinoise de 1898 à 1949 », Etudes Chinoises, Association française d'études chinoises, 1, no 5,‎ 1986, p. 157-184 (lire en ligne, consulté le 4 octobre 2015)
- Marie-José Lalitte, « L’Évolution de la condition féminine en Chine à travers deux romans de Ba Jin : Jia, 1931, et Hanye, 1946 », thèse de 3e cycle en études extrême-orientales, sous la direction d’Yves Hervouet, Université de Paris VII, 1978, 261 + 22 pp.
- Julia Kristeva, « Le féminisme chinois en danger », Le Monde,‎ 14 juin 2011 (ISSN 1950-6244, lire en ligne), pdf.
- Philippe Grangereau, « Les féministes chinoises donnent de la voix », Libération,‎ 26 juin 2014 (lire en ligne).
- Émilie Guillerez, « Le genre et la condition des femmes à l'épreuve du XXe siècle : un regard sur la littérature féminine chinoise (1919-2000) », thèse de doctorat, Université Paul-Valéry Montpellier 3,‎ novembre 2013 (lire en ligne).
- Wang Zheng, « Le militantisme féministe dans la Chine contemporaine », Travail, genre et sociétés, no 23,‎ 2010, p. 103-122 (DOI 10.3917/tgs.023.0103, lire en ligne)

#### En anglais
- (en) He Zhen, « Women's Liberation », 1907, in Robert Graham, « Anarchism : A Documentary History of Libertarian Ideas - Volume I - From Anarchy to Anarchism (300 CE to 1939) », Montréal/New-York/London, Black Rose Book, 2005, pp.336-341.
- (en) Samuel Adrian M. Adshead, T'ang China : The Rise of the East in World History, New York, Palgrave Macmillan, 2004 (ISBN 1-4039-3456-8)
- (en) Tani E. Barlow, The question of women in Chinese feminism, Durham, NC, Duke University Press, 2004, 482 p. (ISBN 0-8223-3270-1, lire en ligne).
- (en) Susan Brownell et Jeffrey N. Wasserstrom, Chinese Femininities : Chinese Masculinities, Berkeley, University of California Press, 2002, 460 p. (ISBN 0-520-22116-8).
- (en) Elisabeth J. Croll, Feminism and Socialism in China, New York, Routledge, 1978, 363 p. (ISBN 0-8052-0657-4).
- (en) Louise Edwards, « Issue-based Politics: Feminism with Chinese characteristics or the return of bourgeois feminism? », dans David S. G. Goodman (dir.), The New Rich in China: Future Rulers, Present Lives, New York, Routledge, 2004 (ISBN 0-415-45565-0), p. 201–212.
- (en) Harriett Evans, « Monogamy and female sexuality in the People's Republic of China », dans Shirin Rai, Hilary Pilkington et Annie Phizacklea, Women in the face of change, Routledge, 1992, p. 147-166
- (en) Hong Fan, Footbinding, Feminism, and Freedom : The Liberation of Women's Bodies in Modern China, New York, Routledge, 1997, 342 p. (ISBN 0-7146-4633-4, lire en ligne).
- (en) Sharon K. Hom, « China: first the problem of rights and law », dans Lynn Walter (dir.), Women's Rights: A Global View, New York, Greenwood Publishing, 2000 (ISBN 0-313-30890-X).
- (en) Emily Honig et Gail Hershatter, Personal voices : Chinese women in the 1980s, Stanford, CA, Stanford University Press, 1998, 387 p. (ISBN 0-8047-1431-2).
- (en) Maria Jaschok et Suzanne Miers, Women and Chinese patriarchy : submission, servitude, and escape, Londres, Zed Books, 1994, 294 p. (ISBN 1-85649-126-9, lire en ligne).
- (en) Mark Edward Lewis, China's Cosmopolitan Empire : The Tang Dynasty, Cambridge et Londres, Belknap Press of Harvard University Press, coll. « History of imperial China », 2009
- (en) Chun Lin, « Toward a Chinese Feminism: A personal story », dans Jeffrey N. Wasserstrom (dir.), Twentieth-Century China: New Approaches, New York, Routledge, 2002 (ISBN 0-415-19504-7).
- (en) Chun Lin, The Transformation of Chinese Socialism, Durham, NC, Duke University Press, 2006, 370 p. (ISBN 0-8223-3798-3, lire en ligne).
- (en) Lydia Liu et al., The Birth of Chinese Feminism : Columbia University Press, New York, Essential Texts in Transnational Theory, 2013, 308 p. (ISBN 978-0-231-16290-6, lire en ligne).
- (en) Yue Meng, « Female Images and National Myth », dans Tani E. Barlow (dir.), Gender Politics in Modern China: Writing and Feminism, Durham, North Carolina, Duke University Press, 1993.
- (en) Shuo Wang, « The New 'Social History' in China: The Development of Women's History », The History Teacher, vol. 39, no 3,‎ mai 2006.
- (en) Victor Cunrui Xiong, Historical Dictionary of Medieval China, Lanham, Scarecrow Press, coll. « Historical dictionaries of ancient civilizations and historical eras », 2009, 731 p. (ISBN 978-0-8108-6053-7 et 0-8108-6053-8, lire en ligne)
- (en) Shirin Rai, « 'Watering another's man garden' Gender, employment and educational reforms in China », dans Shirin Rai, Hilary Pilkington et Annie Phizacklea, Women in the face of change, Routledge, 1992, p. 20-40
- (en) Peter Zarro, « He Zhen and Anarcho-Feminism in China », Journal of Asian Studies, vol. 47, no 4,‎ novembre 1988, p. 796-813.
- (en) Zhang Junzuo, « Gender and political participation in rural China », dans Shirin Rai, Hilary Pilkington et Annie Phizacklea, Women in the face of change, Routledge, 1992, p. 41-56.
- (en) Peter Zarrow, « He Zhen and Anarcho-Feminism in China », Journal of Asian Studies, vol. 47, no 4,‎ novembre 1988, p. 796–813 (lire en ligne)